# Dermatopsis hoesei
Dermatopsis hoesei är en fiskart som beskrevs av Møller och Werner Schwarzhans 2006. Dermatopsis hoesei ingår i släktet Dermatopsis och familjen Bythitidae. Inga underarter finns listade i Catalogue of Life.